# Budy (powiat bytowski)
Budy (dodatkowa nazwa w j. kaszub. Bùdë) – osada w Polsce położona w województwie pomorskim, w powiecie bytowskim, w gminie Lipnica na obszarze Kaszub zwanym Gochami.
W latach 1975–1998 miejscowość administracyjnie należała do województwa słupskiego.